# Witbuiklijstergaai
De witbuiklijstergaai (Pterorhinus caerulatus) is een zangvogel uit de familie Leiothrichidae.

## Verspreiding en leefgebied
Deze soort komt voor van de Himalaya tot Myanmar en telt vijf ondersoorten:
- P. c. caerulatus: de oostelijke Himalaya.
- P. c. subcaerulatus: Meghalaya en zuidelijk Assam (noordoostelijk India).
- P. c. livingstoni: oostelijk Assam (noordoostelijk India) en noordwestelijk Myanmar.
- P. c. kaurensis: oostelijk Myanmar en westelijk Yunnan (zuidwestelijk China).
- P. c. latifrons: noordoostelijk Myanmar en noordwestelijk Yunnan (zuidwestelijk China).

## Status
De grootte van de populatie is niet gekwantificeerd maar de soort wordt omschreven als schaars tot vrij algemeen. Op de Rode lijst van de IUCN heeft deze soort de status niet bedreigd.